# Brott av krigsmän
Brott av krigsmän enligt svensk lag är ett antal brott som endast kan förekomma när riket är i krig eller krigsliknande tillstånd råder och regeringen föreskrivit att 21 kap. Brottsbalken ska tillämpas.

## Krigsmän
Krigsmän är:
- alla som är tjänstgöringsskyldiga vid försvarsmakten
- polismän som utan att vara tjänstgöringsskyldiga vid försvarsmakten är skyldiga att delta i rikets försvar,
- skyddsvakter som förordnats med stöd av Skyddslagen (2010:305),
- alla som annars vistas vid avdelningar av försvarsmakten, när avdelningarna är i fält eller verkar under liknande förhållanden,
- medlemmar av den organiserade motståndsrörelsen.

Bestämmelserna om krigsmän ska också tillämpas på:
- krigsfångar,
- krigsdeltagare som har internerats vid krig under vilket riket är neutralt,
- utlänningar som vistas bland krigsfångar eller internerade krigsdeltagare för att utöva sjukvård eller andlig vård.

## Brottskatalog

### Lydnadsbrott
Vägrar eller underlåter en krigsman att lyda en förmans order eller dröjer han onödigt länge med att fullgöra ordern, skall dömas för lydnadsbrott till böter eller fängelse i högst två år. Om vägran skett  under strid eller då brott mot krigslydnaden annars medfört särskild fara ska han dömas för grovt lydnadsbrott till fängelse i högst tio år eller på livstid.

### Rymning
Avviker eller uteblir en krigsman olovligen från tjänstgöringen, skall dömas för rymning till böter eller fängelse i högst två år.

### Försummande av krigsförberedelse
Underlåter en krigsman att, i vad på honom ankommer, sätta en försvarsanläggning i stridsberedskap, göra en avdelning stridsberedd, anskaffa egendom eller på annat sätt förbereda en krigshandling, skall dömas för försummande av krigsförberedelse till fängelse i högst tio år eller på livstid.

### Samröre med fienden
Om en krigsman obehörigen sänder ett meddelande till eller träder han annars i kontakt med någon som tillhör fiendens krigsmakt eller vistas på fiendens område, skall dömas för samröre med fienden till böter eller fängelse i högst två år.
Med fienden ska likställas främmande makt som riket inte är i krig med, om det finns risk att riket kommer i krig med den makten.

### Våld eller hot mot förman
Angiper en krigsman med våld eller hot om våld en förman för att tvinga honom till eller hindra honom från att vidta en tjänsteåtgärd skall för våld eller hot mot förman ska han dömas till böter eller fängelse i högst två år. Med förmän likställs vaktposter och andra krigsmän som tjänstgör för bevakning eller upprätthållande av ordning. Om angreppet begåtts under strid eller då brott mot krigslydnaden annars medför särskild fara ska han dömas för grovt brott till fängelse i högst sex år.

### Undergrävande av stridsviljan
Om en krigsman under strid eller då brott mot krigslydnaden annars medför särskild fara råder andra krigsmän att ge sig åt fienden eller företar han obehörigen något som är ägnat att framkalla trolöshet eller modlöshet, skall han dömas för undergrävande av stridsviljan till fängelse i högst tio år eller på livstid. Formuleringen har vissa likheter med det tyska Wehrkraftzersetzung, eller "nedsättande av försvarskraften", vilket var frekvent nyttjat under nazistregimen. Denna bestämmelse gällde dock från 1940 även civilpersoner.

### Obehörig kapitulation
Om en krigsman som chef för en avdelning av försvarsmakten obehörigen till fienden överlämnar en stridsställning, krigsmateriel eller annat som har avsevärd betydelse för krigföringen eller ger sig och sin avdelning åt fienden, skall dömas för obehörig kapitulation till fängelse i högst tio år eller på livstid.

### Stridsförsumlighet
Om en krigsman under strid eller i anslutning till strid underlåter att till det yttersta uppfylla sin plikt att främja krigföringen, skall han dömas för stridsförsumlighet till fängelse i högst tio år eller på livstid.